# Mostari
Mostari su naseljeno mjesto u Republici Hrvatskoj u Zagrebačkoj županiji. 

## Zemljopis
Administrativno su u sastavu općine Dubrava. Naselje se proteže na površini od 10,86 km².

## Stanovništvo
Prema popisu stanovništva iz 2001. godine u Mostarima živi 211 stanovnika i to u 60 kućanstava. Gustoća naseljenosti iznosi 19,43 st./km².
| broj stanovnika | 273   | 304   | 316   | 325   | 329   | 339   | 330   | 378   | 370   | 367   | 296   | 241   | 191   | 176   | 211   | 184   | 170   |
|                 | 1857. | 1869. | 1880. | 1890. | 1900. | 1910. | 1921. | 1931. | 1948. | 1953. | 1961. | 1971. | 1981. | 1991. | 2001. | 2011. | 2021. |